# Josep Caixal Llauradó
Josep Caixal Llauradó (Reus 1892 - Rosario (Santa Fe, Argentina) 15 d'octubre de 1962) va ser un cambrer i anarquista català.
Fill d'Andreu Caixal Miró, inventor, de Montblanc, i de Carme Llauradó Solsona, de Reus. A l'estiu de 1905, amb 13 anys va marxar a Suïssa, a treballar en una empresa d'uns amics del seu pare. Va passar per Alemanya, a l'empresa d'un germà del diputat reusenc Ramon Mayner, també de la colla del seu pare,  que li havia ofert feina, i a principis de 1913 va fer cap a Reus, on el van sortejar per fer el servei militar. No es va presentar a la crida i va tornar a Alemanya. L'Ajuntament de Reus el va declarar pròfug, però quan va tornar a Reus sembla que no va tenir represàlies.
Acabada la Primera Guerra Mundial, el gener de 1919 va tornar a la seva ciutat. Sabem per Garcia Oliver, que havia conegut a Barcelona, que el 1920 treballava de cambrer i «de todo, hasta de enterrador, junto con Callejas, cuando la bohemia revolucionaria de ambos los empujaba a buscar algo de que comer» L'any 1921 es va afiliar a la CNT, i va marxar cap a Tarragona, on es va afiliar al Sindicat de l’Alimentació que s’havia constituït l’estiu de l'any anterior. Durant la dictadura de Primo de Rivera va preocupar-se per la detenció de Joan Garcia Oliver, i va fer gestions amb l'advocat Cañellas per aconseguir-ne l'alliberament. El març de 1923, amb J. Roig, va ser nomenat tresorer del Comitè Pro-Presos de Tarragona. Hermós Plaja publicava a Reus un setmanari, Acracia, del qual només en van sortiran cinc números. La redacció era al primer pis de la Raseta de Sales, número 6, un edifici que tenia als baixos la seu del Comitè Pro-presos Provincial. Josep Caixal va viure a Reus uns mesos. Aquesta publicació era també el portaveu del Comitè, on Caixal en publicava els comptes i diversos comunicats de les actuacions en favor dels presos.
Durant la Guerra civil era membre del Comitè de Propaganda i Cultura de la Federació Local de la CNT de Tarragona. Pel mes d'octubre de 1936 era regidor del Consell Municipal de Tarragona. Va ser també delegat del Consell Comarcal de la CNT, i el maig de 1937 fundava amb altres militants la cooperativa de consum «La Reguladora de Vendes. CNT». Publicava també articles a Solidaridad Obrera. Amb la victòria franquista, es va exiliar a França, on el van internar al camp de concentració d’Argelers, des d'on, pocs mesos més tard va fer cap al de Bram, on s’hi va estar una llarga temporada. Més tard va formar part de la Companyia de Treballadors Estrangers (CTE). Després de la Segona Guerra Mundial va formar part de la Federació Local de la CNT de Montpeller i de la Solidaritat Internacional Antifeixista. L'any 1955 va poder marxar a l'Argentina on es va reunir amb la seva filla Natàlia i es va integrar al nucli confederal de la CNT A Rosario, ciutat on va morir.